# Эль-Уафи, Бугера
Ахмед Мухаммад Бугера Эль-Уафи (араб. أحمد بوغيرا العوافي‎; фр. Ahmed Muhammad Boughera El Ouafi; 15 октября 1898 — 18 октября 1959) — француз алжирского происхождения, легкоатлет, олимпийский чемпион 1928 года в марафоне.

## Биография
Бугера Эль-Уафи родился в деревне Улед-Джеллаль неподалёку от Бискры в Алжире. Он вступил во французскую армию и служил в 25-м пехотном полку. Лейтенант Вакье обратил внимание на его хорошие легкоатлетические данные, и в 1923 году отправил его в Париж защищать честь полка на армейских спортивных соревнованиях. Там он произвёл сильное впечатление, и ему было позволено принять участие в состязаниях по марафону на состоявшихся в 1924 году в Париже Олимпийских играх. На Олимпиаде он занял достойное 7-е место, что побудило его постараться хорошо подготовиться к следующим Олимпийским играм.
Эль-Уафи пошёл работать на заводы «Рено» в Булонь-Бийанкуре, и тренировался в местном спортклубе. Он успешно выступал на французских соревнованиях, а в 1928 году неожиданно завоевал золотую медаль Олимпийских игр в Амстердаме, обойдя остальных участников на последних километрах и обогнав ближайшего преследователя на 26 секунд.
Однако олимпийский успех не принёс удачи. В то время строго следили, чтобы в Олимпиадах принимали участие только любители, а молодому арабу надо было на что-то жить. В 1929—1930 годах Бугера Эль-Уафи заключил контракт с американским цирком и совершил турне по США, состязаясь в беге с людьми и животными. Так как он получал за это деньги, то по возвращении во Францию Олимпийский комитет отказал ему в возможности участия в Олимпиадах. Он попытался открыть кафе, но был обманут компаньоном и остался без средств. После этого он пошёл работать, но был сбит автобусом и получил травму.
Эль-Уафи надолго исчез из поля зрения СМИ, пока в 1956 году другой алжирец — Ален Мимун — не выиграл олимпийское золото в марафоне. Находившийся в зените славы Мимун разыскал жившего в нищете Эль-Уафи и рассказал о его судьбе президенту Рене Коти, после чего спортивная газета L’Équipe объявила среди читателей сбор средств на пенсион для забытого олимпийского чемпиона.
Эль-Уафи погиб в 1959 году в результате взрыва, устроенного в кафе боевиками Алжирского фронта национального освобождения.
В настоящее время в его честь названы улица в Сен-Дени и гимназия в Ла-Курнёв.